# 钦俊德
钦俊德（1916年4月12日—2008年1月14日），生于浙江省安吉县，中国昆虫生理学家、中国科学院院士、中国科学院动物研究所一级研究员。
1932年到1935年在浙江秀州中学高中学习。1940年毕业于东吴大学生物系，获理学学士学位。1941年9月至12月，在燕京大学研究院攻读生物学，肄业。1942年1月至1947年6月，先后在上海浸礼会联合中学、安徽屯溪苏江临时中学、成都燕京大学生物系、昆明清华大学农科所、北平清华大学农学院执教。1947年9月至1951年2月，在荷兰阿姆斯特丹大学研究院学习，获理科博士学位。1951年3月回国。曾任中国科学院动物研究所研究员。1991年当选为中国科学院院士（学部委员）。